# Skup indeksa (teorija skupova)
Skup indeksa je pojam iz teorije skupova.
U primjeru gdje su A i I skupovi, i gdje je 𝒫(A) partitivni skup skupa A, to jest to je skup svih podskupova skpa A. Indeksirana porodica skupova (porodica, familija) je svaka funkcija za koju vrijedi f : I → 𝒫(A) . Skup  I  je skup indeksa, te za svaki i ∈ I ne običavamo pisati  f(i), nego Ai .

## Vanjske poveznice
- Knjižnica Odjela za matematiku Sveučilišta J. J. Strossmayera u Osijeku  Arhivirana inačica izvorne stranice od 17. travnja 2023. (Wayback Machine) Viša algebra II (sadržaj)